# George Anson
George Anson, primo barone Anson (Colwich, 23 aprile 1697 – Bath, 6 giugno 1762), è stato un ammiraglio britannico, principalmente noto per l'importante ruolo che ricoprì durante la guerra dei sette anni all'interno della Royal Navy.

## Biografia

### Primi anni e inizio della carriera
Il padre di George era William Anson, nativo di Shugborough, nello Staffordshire. La madre, Isabella Carrier, era imparentata con Thomas Parker, primo conte di Macclesfield; il conte, all'epoca Lord Cancelliere fu un attivo sostenitore dell'ascesa militare di George.
George Anson entrò in marina nel 1712, ed ebbe fortuna fin dall'inizio: nel 1716 fu nominato luogotenente, nel 1722 comandante e nel 1724 vice capitano. In veste di vice capitano fu inviato per due volte (dal 1724 al 1730 e dal 1733 al 1735) nell'America settentrionale dove gli venne affidato il comando di due navi, la Scarborough e la Squirrel. Nel 1737, rientrato dall'America, ottenne il comando del vascello Centurion, dotato di sessanta cannoni.
Nel 1740, allo scoppio della guerra di successione austriaca (1740–1748), Anson venne promosso alla carica di comandante, con la qualifica di commodoro, della flotta destinata ad attaccare i possedimenti spagnoli nell'America del Sud nell'ambito della guerra dell'orecchio di Jenkins.

### Il viaggio attorno al mondo

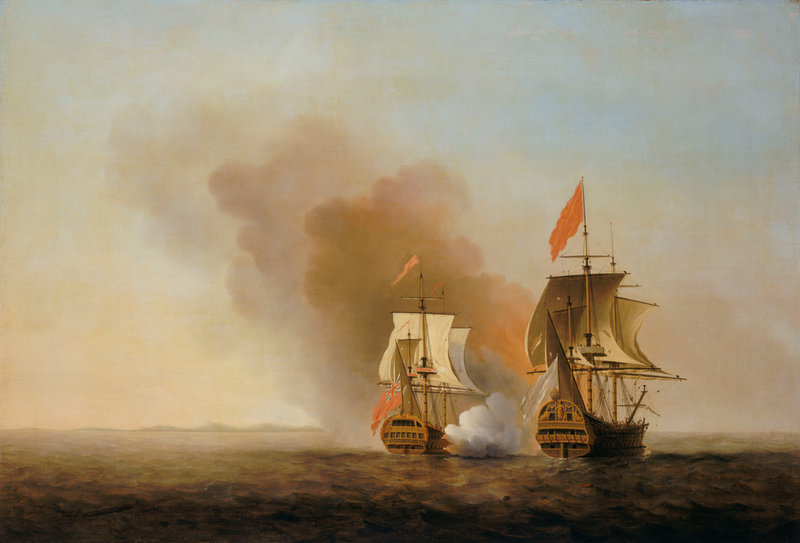
Dipinto di Samuel Scott raffigurante la cattura del galeone di Manila da parte della nave ammiraglia di George Anson.

La flotta affidata ad Anson per attaccare le colonie spagnole era composta da sei imbarcazioni da combattimento: la nave ammiraglia Centurion, le navi Gloucester, Severn, Pearl, Wager e Tryal. Affiancavano questi vascelli le più piccole navi mercantili Anna e Industry. Le difficoltà del viaggio distrussero o costrinsero alla ritirata tutte le navi eccetto l'ammiraglia, che resistette sino al rientro in patria. I primi due vascelli che dovettero fare ritorno in Inghilterra furono le navi Pearl e Severn, prima del raggiungimento di Capo Horn. In seguito, lungo la costa del Cile, il vascello Wager naufragò. Nel giugno 1741 Anson giunse alle isole Juan Fernández con sole tre navi: dei 961 uomini partiti, ne giunsero a questo punto del viaggio solo 335. Tuttavia, data la scarsa presenza della flotta spagnola nella zona, fu facile per gli inglesi conquistare il porto di Paita in Perù (13 – 15 novembre 1741). In seguito gli uomini di Anson furono colpiti e dimezzati da una forma di scorbuto: coloro che sfuggirono alla malattia, in scarso numero e sfiniti, furono quindi fatti salire tutti sulla nave ammiraglia. Per un lungo periodo di tempo l'equipaggio rimase sull'isola di Tinian per poi, nel novembre 1742, fare tappa a Macao.
Dopo essersi scontrato diverse volte con navi cinesi, l'ammiraglia Centurion ripartì alla ricerca di uno dei Galeoni di Manila, imbarcazioni spagnole mercantili che si spostavano tra le Filippine ed il Messico per poi fare ritorno ai porti di Spagna cariche di merci preziose. L'incredibile determinazione dimostrata da Anson nel condurre una tra le più difficoltose spedizioni navali dell'epoca moderna lo portò infine alla cattura della nave spagnola Nuestra Señora de Cabadonga, carica di 1.313.843 pezzi d'argento di Real da 8. La nave fu abbordata e conquistata presso Capo Espíritu Santo, nelle Filippine, il 20 giugno 1743. In seguito, Anson ripartì per Macao, dove vendette il carico conquistato a mercanti cinesi e fece vela per l'Inghilterra; il 15 giugno 1744 doppiò il Capo di Buona Speranza, in Sudafrica. La quantità di denaro incredibilmente alta ottenuta durante la spedizione fece di Anson un uomo ricco per tutto il resto dei suoi giorni e permise la costruzione di Shugborough Hall, la residenza di famiglia.
Il cappellano della spedizione, Richard Walter, tenne un diario della circumnavigazione e nel 1748 pubblicò il volume A Voyage Round the World, nel quale venivano raccontate tutte le peripezie della flotta inglese e poi della singola avventura dell'ammiraglia.

### Il ritorno in Inghilterra

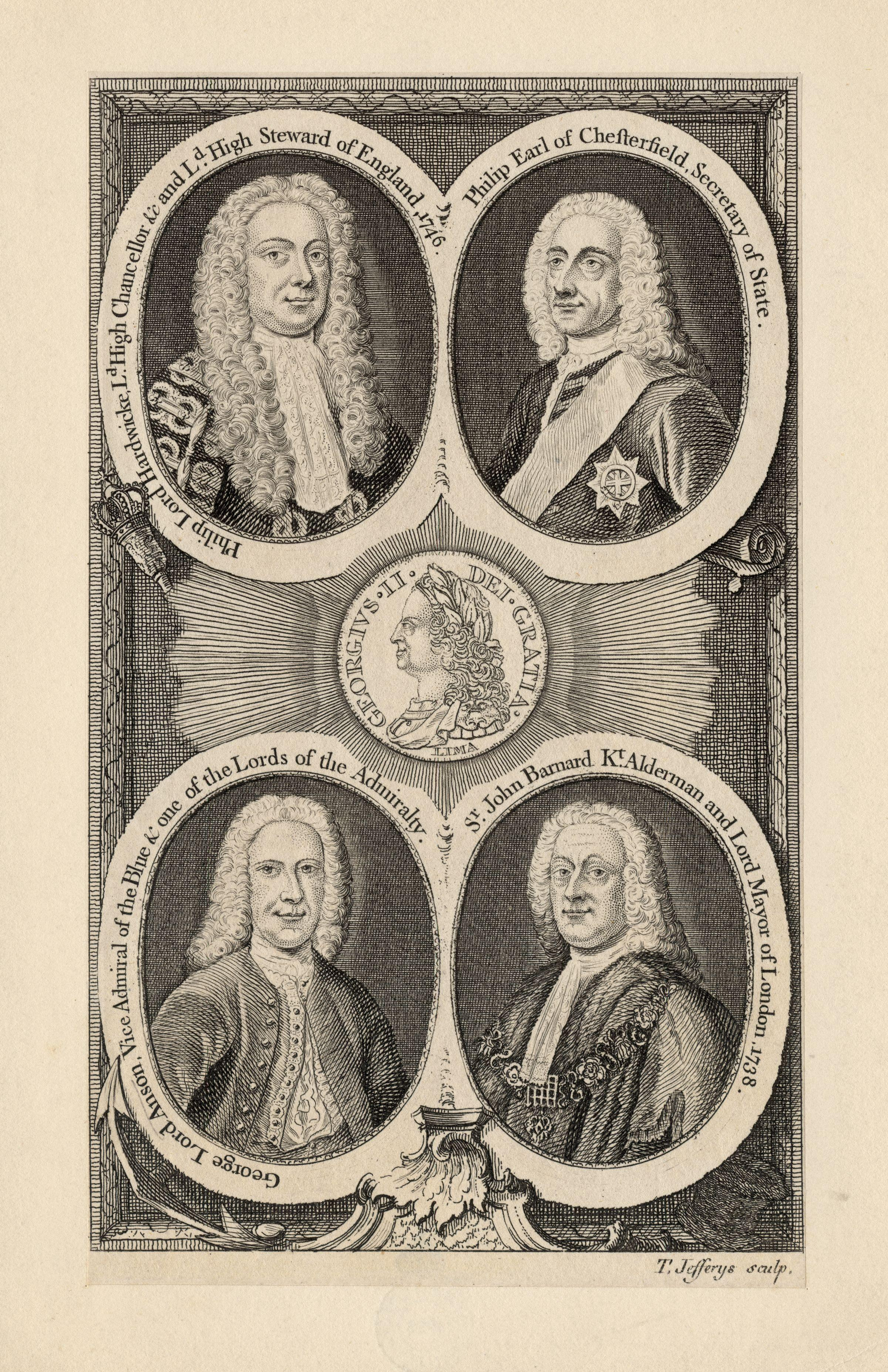
Stampa raffigurante re Giorgio II e quattro dei suoi principali collaboratori, tra cui Anson, in basso a sinistra.

Rientrato in patria, Anson fu per tre anni, dal 1744 al 1747, membro del Parlamento in rappresentanza della città di Hedon. Nel 1747 ritornò sul mare e sconfisse la flotta francese dell'ammiraglio marchese Jacques-Pierre de Taffanel de La Jonquière durante la prima battaglia di Capo Finisterre. La vittoria ottenuta gli permise di catturare quattro vascelli da combattimento di linea della marina francese, due fregate e sette navi mercantili. Come conseguenza di questo successo venne promosso al grado di viceammiraglio e re Giorgio II lo fece pari del regno concedendogli il titolo di barone Anson di Soberton.

### Primo lord dell'ammiragliato
Anson continuò la sua carriera in marina ottenendo soddisfazioni e riconoscimenti. Nel 1744 entrò a far parte del Consiglio dell'ammiragliato e tra il 1751 e il 1756 divenne Lord commissario dell'ammiragliato; in seguito l'incarico gli fu rinnovato (1757) e non gli venne più revocato sino alla morte. Tra le molte riforme che attuò Anson, la più importante consistette nel spostare il comando del corpo dei Royal Marines dai vertici della Royal Army a quelli della Royal Navy.
Per gran parte della guerra dei sette anni, Anson fu ai massimi vertici della marina britannica. Istituì la base navale di Devonport, dotata di uno squadrone armato permanente, che aveva il compito di impedire collegamenti fra la costa francese e quella inglese. Preoccupato per una possibile invasione francese dell'arcipelago britannico, concentrò al massimo i suoi sforzi per la difesa della Manica. Nel 1756 fu aspramente criticato per aver impedito che venissero inviati rinforzi navali per l'assedio di Fort St. Philip e per la conseguente battaglia di Minorca, che lasciò incerto l'esito dello scontro ma venne considerata una vittoria strategica per i francesi. Per qualche mese Anson dovette lasciare l'ammiragliato, per poi tornare a ricoprire tutte le sue cariche appoggiato dal duca di Newcastle.

### La minaccia francese e le battaglie coloniali
Nel 1759 Anson venne a sapere in maniera definitiva di progetti seri d'invasione dell'Inghilterra da parte dell'esercito francese. Così venne istituito un pesante blocco navale lungo la costa francese, in modo da danneggiare l'economia mercantile della Francia e da scongiurare la possibilità di raggruppamento di una flotta da sbarco. In seguito le vittorie ottenute durante le battaglie di Lagos e di Quiberon Bay eliminarono ogni realistico progetto d'invasione delle isole britanniche da parte delle armate francesi, anche se i francesi riuscirono a giungere alla costa irlandese, venendo poi respinti in seguito alla battaglia di Carrickfergus, nel 1760.
In ogni caso, per aumentare la sicurezza nazionale, Anson organizzò con William Pitt una serie di attacchi navali alle colonie francesi in tutto il mondo. A partire dal 1760 gli inglesi strapparono ai francesi il controllo di Canada, Senegal e Guadalupa; nel 1761 la flotta inglese conquistò Dominica e nel 1762, con l'entrata in guerra da parte della Spagna, si aprirono per gli inglesi nuove possibilità di espansione coloniale. Anson fu il maggiore artefice di un piano di conquista delle isole spagnole americane e asiatiche: con la decisiva vittoria di Havana gli inglesi presero Cuba, e con l'assedio di Manila ottennero il controllo delle Filippine. Inoltre, nelle Antille francesi, la flotta britannica conquistò Martinica e Grenada. Il 30 luglio 1761 fu nominato Ammiraglio della flotta, la più alta carica della Merina britannica.
Nel 1762, stanco e provato a causa dello sforzo impiegato per l'organizzazione della guerra, Anson si ritirò a Bath, dove morì nel giugno dello stesso anno.

## Anson in letteratura
- La circumnavigazione del globo compiuta da Anson è il soggetto dei romanzi di Patrick O'Brian The Golden Ocean e The Unknown Shore;
- Le realizzazioni di Anson e le "opportunità sprecate" sono discusse dai personaggi Capitano Jack Aubrey e Dottor Stephen Maturin verso la fine del romanzo Post Captain di Patrick O'Brian;
- Egli è anche citato nel romanzo di Thomas Pynchon, Mason & Dixon;
- Un avvenimento accaduto durante la circumnavigazione del globo compiuta da Anson è il soggetto del poema di William Cowper The Castaway;
- Il romanzo di F. Van Wyck Mason, Manila Galleon, (1961) narra della spedizione di George Anson, compresi gli sforzi della sua flottiglia per doppiare il Capo Horn ed il successo della cattura del galeone di Manila con la sua nave Centurion.

## Memoria
Tre località degli Stati Uniti d'America devono a lui il loro nome:
- La Contea di Anson, Carolina del Nord
- La città di Anson, nel Maine
- Ansonbourgh, sobborgo di Charleston nella Carolina del Sud